# (8940) Yakushimaru
(8940) Yakushimaru (1997 BA2) – planetoida z grupy pasa głównego asteroid okrążająca Słońce w ciągu 5,02 lat w średniej odległości 2,93 au. Odkryta 29 stycznia 1997 roku.